# Run and bike
 (août 2015).
Si vous disposez d'ouvrages ou d'articles de référence ou si vous connaissez des sites web de qualité traitant du thème abordé ici, merci de compléter l'article en donnant les références utiles à sa vérifiabilité et en les liant à la section « Notes et références ».
Le Run and bike, également appelé Bike & run, est une épreuve sportive généralement pratiquée lors d'un raid nature.  C'est un sport  qui se pratique par équipe de deux. Le principe du Run & bike est d'alterner course à pied et VTT, l'équipe disposant d'un vélo pour deux coureurs.  Au bout d'une certaine distance, le vététiste passera son vélo à un équipier en le lui donnant directement.

## Historique
Le run and bike est le dérivé d'une pratique sportive et équestre en provenance des États-Unis, le Ride and Run où l'équipe est composée de deux équipiers et d'un cheval. Les cavaliers se relayant à tour de rôle, cavalier ou coureur sur un parcours en pleine nature. Cette pratique sportive créée au début des années 1970 est transformée par les triathlètes américains dans les années 1990, qui ont substitué au cheval un vélo tout terrain.

## Règles et pratiques
La complexité de cette épreuve combinant la course à pied et le vélo peut varier en fonction de différents critères. Le premier élément à prendre en compte est la distance totale à parcourir. Une épreuve peut faire 10, 20, voire 50 kilomètres et plus. Autre élément important : la topographie. Une épreuve peut faire passer les concurrents sur des terrains accidentés avec parfois de forts dénivelés. Il convient donc à l'ensemble de l'équipe de bien savoir gérer l'effort et de répartir au mieux les difficultés à venir.
La longueur des relais est généralement courte, bien que ce ne soit pas systématique. Une équipe peut décider de faire des relais de trois cents mètres voire plus si la topographie le permet.

## Organisation officielle
En France, ce sport est géré par la Fédération française de triathlon (FFTri) et voit l’organisation annuelle de championnats régionaux et du championnat de France.

### Distances réglementaires
Les distances réglementaires suivent la même qualification que pour le triathlon, mais s'établissent en temps de course et non sur les distances parcourues. Les distances fédérales françaises sont en 2015 de :
- distance S : entre 45 minutes et une heure quinze minutes de course,
- distance M : entre une heure quinze minutes et deux heures,
- distance L : plus de deux heures de course.